# Šestajovická
Šestajovická je ulice v Hloubětíně na Praze 14, která spojuje ulici Hloubětínskou a Hostavickou. Ústí do ní ulice Svépravická, Soustružnická, Vaňkova a protíná ji ulice V Chaloupkách. Ulice má silně zahnutý tvar.

## Historie a názvy
Nazvána je podle středočeské obce Šestajovice v okrese Praha-východ. Ulice vznikla a byla pojmenována v roce 1930, kopíruje však mnohem starší cestu, která spojovala Starý Hloubětín a oblast Chaloupek. Původně byla ulice kratší, západní úsek mezi ulicemi Hloubětínská a Svépravická nebyl pojmenován, od roku 1934 se nazýval Za Školou podle své polohy u školy čp. 700 (minimálně do roku 1958). Je pravděpodobné, že název ulice Za Školou zanikl v roce 1968, když byly Kyje přičleněny k Praze a v Kyjích je takovýto název ulice platný dodnes.[zdroj?] V době nacistické okupace v letech 1940–1945 se německy nazývala Schestajowitzer Straße. Podle Orientačního plánu hlavního města Prahy od Rudolfa Jiříka z roku 1942 se v době protektorátu západní úsek jmenoval Schulhofgasse.

## Zástavba
V západní části jsou historické a školní budovy, zástavbu jižní části tvoří rodinné domy se zahradami. V roce 1921 byl postaven dům čp. 184/21, který byl v Hloubětíně vybudován jako první po vyhlášení Československé republiky.

## Budovy a instituce
- Křižovnický dvůr, Hloubětínská čp. 5/28
- Škola čp. 78, Hloubětínská 26, kde má své učebny Střední zahradnická škola a Střední odborné učiliště, s. r. o., (se sídlem Veleslavínská 282/45, Praha 6)[8] a Bezpečnostně právní akademie, s.r.o., střední škola.[9]
- Výšková budova, Šestajovická 488/20, původně vyprojektována jako hotel.
- Dětské centrum Paprsek, denní stacionář, středisko Hloubětín, Šestajovická 580/19[10]
- Mateřská škola Šestajovická, Šestajovická 1068/17, odloučené pracoviště Mateřské školy Štolmířská, Štolmířská 602/4.[11]

## Galerie

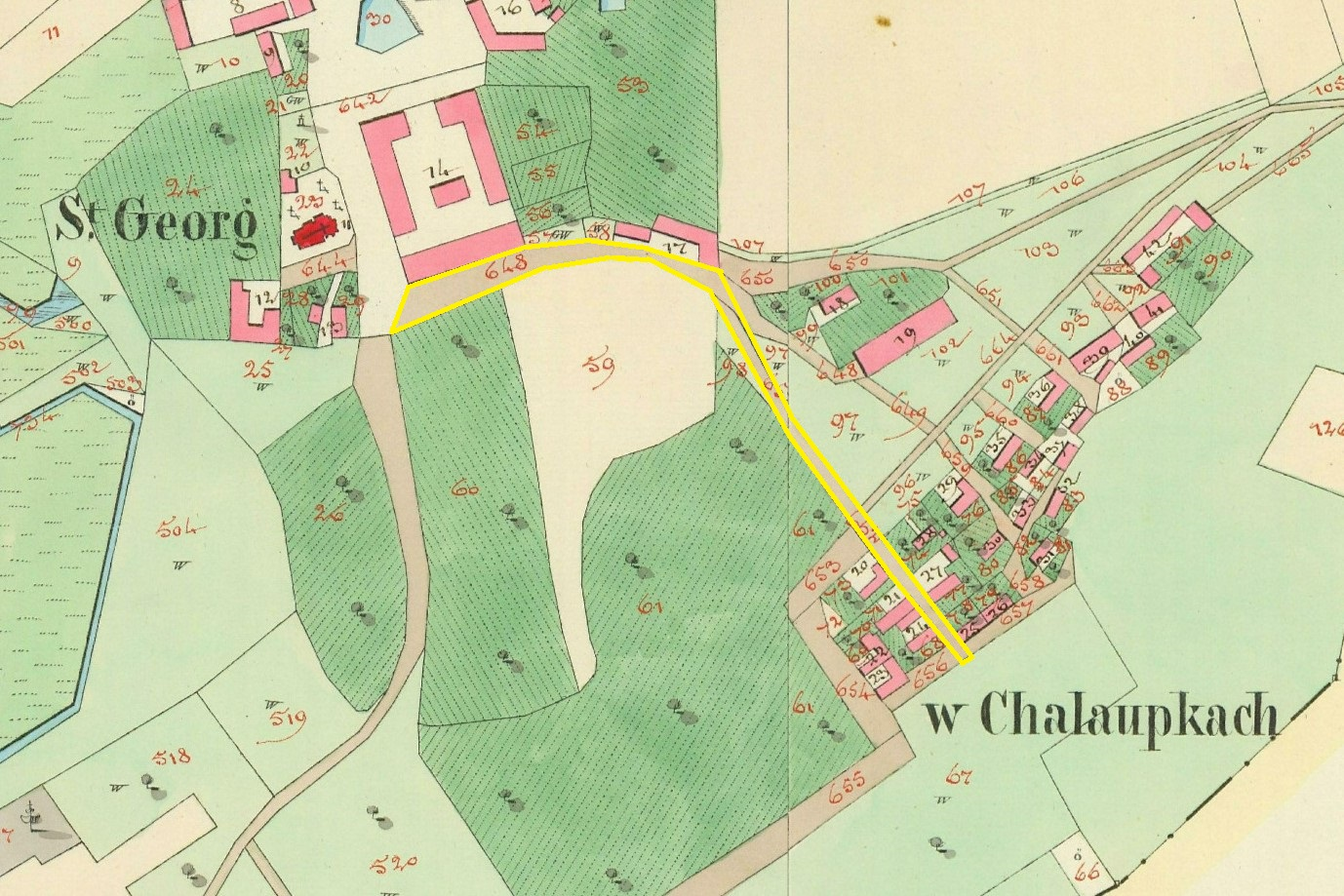
Průběh dnešní Šestajovické ulice na císařském otisku mapy Stabilního katastru z roku 1841 je vyznačen žlutě.
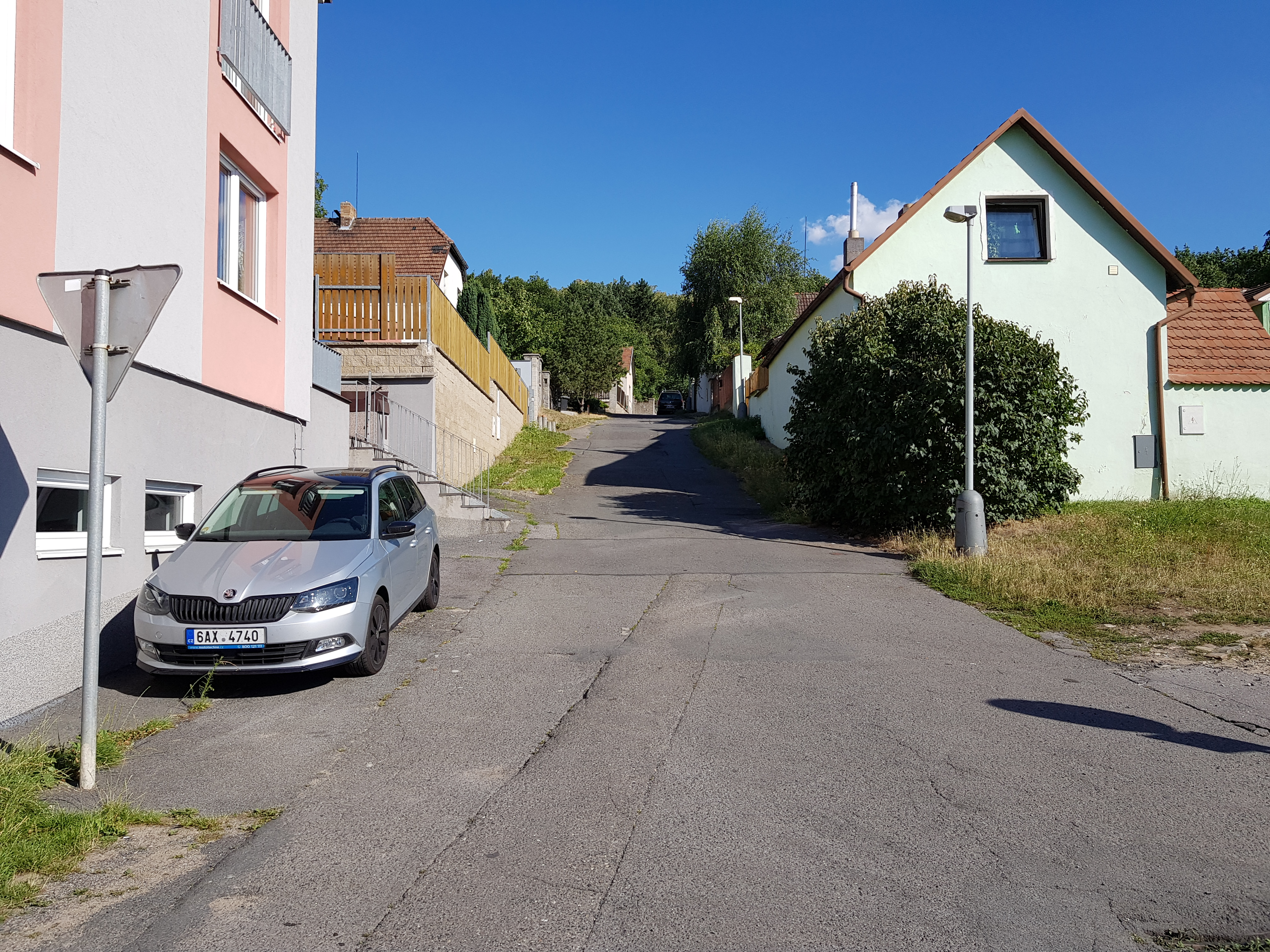
Pohled od ulice V Chaloupkách jižním směrem